# Tuatafa
Tuatafa (o Laloua) è un villaggio della Collettività d'oltremare francese di Wallis e Futuna, nel regno di Alo, sull'isola di Futuna, sulla costa settentrionale. Secondo il censimento del 21 luglio 2008 il villaggio ha una popolazione di 34 abitanti. Si trova vicino all'aeroporto di Futuna.

## Società

### Evoluzione demografica
Abitanti censiti